# Сермонета, Онорато IV Каэтани
Онорато IV Каэтани (итал. Onorato IV Caetani; 1541, Сермонета — 9 марта 1592, Рим), герцог ди Сермонета — военный деятель Папского государства.

## Биография
Сын Бонифачо I Каэтани, синьора (4-го герцога) ди Сермонета, и Катерины Пио де Савойя.
Синьор де Бассиано, Нинфа, Норма и Сан-Донато, 1-й маркиз ди Чистерна, неаполитанский патриций.
Получил образование в Риме под присмотром своего дяди кардинала Никколо Каэтани. В 1557 году его семья решила заключить брачный союз с семейством Колонна, посредством брака Онорато с Аньезиной Колонна, сестрой Маркантонио: брачный контракт был подписан в Неаполе 26 июля 1558 года, а свадьба состоялась в 1560 году. Помимо богатого приданого невесты (33 000 дукатов), Каэтани надеялись закончить старинную вражду с Колонна. Сами они придерживались профранцузской ориентации, и рассчитывали привлечь на свою сторону Колонна, союзников Испании.
Замысел не оправдался, поскольку Франция, потерпевшая поражение в Итальянских войнах, утратила влияние на Апеннинском полуострове.
В 1570 году Онорато в качестве генерала папской пехоты под началом своего шурина участвовал в битве при Лепанто. Он находился на борту галеры «Ла-Грифона», первого христианского корабля, вступившего в боевой контакт с турками, и сразу же подвергшегося нападению галер губернатора Валоны Кара-Ходжи и другого известного пирата Кара-Джали. Исход боя оказался удачным для папской морской пехоты и ее молодого командира, которому удалось захватить обе вражеские галеры.
Вернувшись в Сермонету, Каэтани немедленно начал строительство церкви Санта-Мария-делла-Виттория во исполнение клятвы, данной во время битвы при Лепанто, но работы продвигались настолько быстро, насколько это позволяло благосостояние его семьи, и потому затянулись на тридцать лет.
В 1572 году, в период подготовки третьей экспедиции Священной лиги против турок, папа передал должность генерала своей пехоты племяннику, и недовольный Каэтани перешел на испанскую службу. Филипп II передал ему командование галерой с сицилийской командой и годовым жалованием в 1500 скуди. Соответственно и вся семья Каэтани стала ориентироваться на Испанию, кардинал Никколо на конклаве, собравшемся после смерти Пия V, поддержал испанского кандидата кардинала Бонкомпаньи.
Григорий XIII отблагодарил кардинала Сермонету в день избрания 13 мая 1572 года, предоставив Онорато посты губернатора Борго и генерал-капитана папской гвардии. Тот, соответственно, должен был покинуть испанскую службу, но Филипп II сохранил за ним жалование.
После смерти отца в 1574 году Онорато унаследовал его владения. Фактически, управление семьей оставалось в руках старого кардинала, и положение Каэтани зависело от перемен отношений его дяди с Григорием XIII, который в конечном итоге лишил Онорато его должностей и различных льгот.
Кардинал Никколо и папа Григорий XIII умерли одновременно в 1585 году, и положение семьи Каэтани укрепилось с избранием Сикста V. Он оказал щедрую услугу Каэтани, вероятно, в память о своей старой дружбе с Никколо: его место в коллегии кардиналов фактически было сохранено за его семьей, с избранием брата Онорато Энрико; а, что касается самого Онорато, папа удовлетворил древнее стремление сеньоров Сермонеты, возведя эту вотчину в ранг герцогства буллой от 23 октября 1586. Вероятно, этим пожалованием Сикст V также намеревался привлечь Каэтани к участию в грандиозных мелиоративных проектах по осушению Понтинских болот, которые составляли одну из центральных задач понтификата.
В январе 1587 года Каэтани отправился в Мадрид в сопровождении своего сына Грегорио, и потратил 40 000 скуди, чтобы произвести впечатление при испанском дворе. Филипп II дал ему аудиенцию 8 февраля и пожаловал в рыцари ордена Золотого руна, отличие, которое в то время в Риме было только у Маркантонио Колонна.
Отношение Сикста V к семье Каэтани вскоре испортилось, Онорато потерял должность, а большие расходы, которые он понес в Испании, а его брат в бытность папским нунцием во Франции (Сикст не торопился оплачивать чеки, присылаемые кардиналом), поставили семью в затруднительное положение. Смерть Сикста восстановила положение Каэтани, Онорато получил пост генерал-лейтенанта с задачей набрать 2000 пехотинцев для поддержания порядка и защиты Рима во время папских выборов, и продолжал занимать эту должность во время трех конклавов, на которых избирались Григорий XIV, Иннокентий IX и Климент VIII.
В 1591 году Онорато Каэтани вместе с Вирджинио Орсини и Карло Спинелли возглавил экспедицию против разбойников, наводнивших церковное государство, которая, впрочем, ожидаемо закончилась без какого-либо удовлетворительного результата.
Онорато умер в Риме от «злокачественной лихорадки» 9 ноября 1592 и был погребен в церкви Санта-Мария-делла-Виттория в Сермонете.
Торквато Тассо, хорошо знакомый с сыновьями Онорато Антонио и Бонифацио, упоминает герцога Сермонеты в 131 стихе XX песни «Освобожденного Иерусалима».

## Семья
Жена (1560): Аньезе Колонна (1538—26.94.1578), дочь Асканио Колонна, герцога ди Пальяно, и Джованны д'Арагона, из семьи герцогов де Монтальто
Дети:
- Пьетро III (ок. 1562—12.08.1614), 6-й герцог ди Сермонета, 2-й маркиз ди Чистерна. Жена (06.1593): Феличе Мария Орсини (ум. 2.02.1647), дочь Фердинанда II Орсини, герцога ди Гравина, и Констанцы Джезуальдо из дома князей ди Веноза
- Филиппо I (1565—20.12.1614), 7-й герцог ди Сермонета, 3-й маркиз ди Чистерна. Жена (01.06.1593): Камилла Гаэтани делл'Аквила д'Арагона (1578—31.07.1627), дочь Луиджи Гаэтани делл'Аквила д'Арагона, 4-го герцога ди Траетто, и Корнелии Карафа
- Антонио (1566—17.03.1624), кардинал Каэтани
- Бонифацио (1568—29.06.1617), архиепископ Таранто, кардинал
- Грегорио (ок. 1569—1593), рыцарь Мальтийского ордена
- Гульельмо (ум. ребенком)
- Руджеро (ок. 1570—12.1603/08.1604), капитан в Нидерландах, королевский советник, рыцарь ордена Калатравы
- Бенедетто (1572/1575—10.1596), аббат Санта-Марии в Фаэнце